# Centennial Olympic Stadium
Centennial Olympic Stadium byl stadion v Atlantě v USA. Pojal 85 000 diváků. Postaven byl v letech 1993–1996 pouze pro Letní olympijské hry 1996 a Letní paralympijské hry 1996. Během nich na stadionu proběhly úvodní a závěrečné ceremoniály a odehrávaly se zde soutěže v atletice. Po skončení paralympijských her byl uzavřen a následně přestavěn na baseballový stadion Turner Field, kde své zápasy hrál klub Atlanta Braves. Po jejich přestěhování na stadion SunTrust Park v roce 2016 zakoupila bývalý olympijský stadion Georgia State University a přestavěla jej na Georgia State Stadium, který slouží americkému fotbalu.